# エディンバーグ (テキサス州)
エディンバーグ（英: Edinburg）は、アメリカ合衆国テキサス州の都市。ヒダルゴ郡の郡庁所在地である。人口は10万0243人（2020年）。アメリカ＝メキシコ国境に近い。
エディンバーグはマッカレン・エディンバーグ・ミッション都市圏およびレイノサ（メキシコ）・マッカレン都市圏に属している。

## 歴史
1908年、ジョン・クロスナー、ウィリアム・ブリッグス、アーガイル・マッカレン、プルタルコ・デ・ラ・ビーニャ、デニス・B・チャピンが新しい町を開いた。その町の広場は現在アメリカ国道281号線とテキサス州道107号線の交差点にある。この町は開発者の1人であるチャピンからその名前を採られた。その後ヒダルゴ郡の郡庁所在地になったが、それまでの郡庁所在地から郡の記録を移すために夜の闇に紛れて実行するという劇的な展開を経たものであり、しかもサンアントニオのダン・ブリーン酒場で、デニス・B・チャピンがオスカー・J・ラウントリーの射殺事件に巻き込まれるというおまけがついた。町名は、スコットランドのエディンバラで生まれた著名事業家ジョン・ヤングの栄誉を称え、エディンバーグに改名された。1919年には法人化された。

## 地理
エディンバーグ市は北緯26度18分15秒 西経98度9分50秒 / 北緯26.30417度 西経98.16389度 (26.304225, -98.163751) に位置している。
アメリカ合衆国国勢調査局に拠れば、市域全面積は37.4平方マイル (97 km2)であり、このうち陸地37.3平方マイル (97 km2)、水域は0.1平方マイル (0.26 km2)で水域率は0.13%である

## 人口動態
以下は2000年国勢調査による人口統計データである。
| 基礎データ - 人口: 48,465 人 - 世帯数: 14,183 世帯 - 家族数: 11,417 家族 - 人口密度: 500.7人/km2（1,296.9人/mi2） - 住居数: 16,031 軒 - 住居密度: 165.6軒/km2（429.0軒/mi2） 人種別人口構成 - 白人: 73.32% - アフリカン・アメリカン: 0.58% - ネイティブ・アメリカン: 0.47% - アジア人: 0.65% - 太平洋諸島系: 0.04% - その他の人種: 22.67% - 混血: 2.27% - ヒスパニック・ラテン系: 88.68% 年齢別人口構成 - 18歳未満: 33.0% - 18-24歳: 13.1% - 25-44歳: 29.8% - 45-64歳: 15.9% - 65歳以上: 8.2% - 年齢の中央値: 27歳 - 性比（女性100人あたり男性の人口） - 総人口: 95.3 - 18歳以上: 90.5 | 世帯と家族（対世帯数） - 18歳未満の子供がいる: 46.9% - 結婚・同居している夫婦: 56.9% - 未婚・離婚・死別女性が世帯主: 19.0% - 非家族世帯: 19.5% - 単身世帯: 15.4% - 65歳以上の老人1人暮らし: 5.5% - 平均構成人数 - 世帯: 3.29人 - 家族: 3.71人 収入と家計 - 収入の中央値 - 世帯: 28,938米ドル - 家族: 30,634米ドル - 性別 - 男性: 27,505米ドル - 女性: 21,010米ドル - 人口1人あたり収入: 11,854米ドル - 貧困線以下 - 対人口: 29.2% - 対家族数: 25.2% - 18歳未満: 37.2% - 65歳以上: 23.0% |

## 教育

### 高等教育機関
市内の高等教育機関として、テキサス・パンアメリカン大学とリオグランデ・バイブル大学がある。また南テキサス・カレッジ地区に入っている。

### 初等中等教育
市域の大半はエディンバーグ統合独立教育学区に入っており、高校4校、オルターナティブ学校1校、中学校6校、小学校20校が含まれている。市域の小部分はマッカレン独立教育学区に入っており、小中高校各1校がある。
また、南テキサス独立教育学区がエディンバーグ市を対称とするマグネットスクールを運営している。南テキサス実業教育工業アカデミーが市内にある。またマーセデスにある医療専門南テキサス高校および南テキサス科学アカデミーへの進学を選ぶこともできる。
カトリック・ブラウンズビル教区がセントジョセフ・カトリック学校（小中学校）を運営している。

### 公共図書館
エディンバーグ市はダスティン・マイケル・セクラ図書館を運営している。

### 博物館
市内には元のヒダルゴ郡歴史博物館、現在の南テキサス歴史博物館がある。

## 市政府とインフラ
エディンバーグ市はヒダルゴ郡の郡庁所在地であり、刑事地区検事事務所、地区裁判所、ヒダルゴ郡裁判所、コミュニティ監察矯正部、ヒダルゴ郡少年保護観察部、ヒダルゴ郡保安官部、郡判事事務所、税評価官と徴収官事務所、郡財務官事務所、郡監査官事務所、退役軍人サービス事務所など、郡の主要な施設の大半がある。ヒダルゴ郡郡政委員会の第4選挙区はエディンバーグ市となっている。
州政府の機関もある。第13控訴裁判所、テキサス州司法省の児童支援部、テキサス州健康サービス部、人的サービス部、保護・規制サービス部、公衆安全部などである。テキサス州青年委員会がエディンバーグ市近くに施設を持っている。テキサス州刑事司法部が市内にロペス・ユニットとセゴビア・ユニットという2つの施設を運営している。
アメリカ合衆国国境警備隊リオグランデ・バレー本部が、市内サウスイクスプレスウェイ281号4400にある。
アメリカ合衆国郵便公社が、市内ジャクソン道路南410で郵便局を運営している。
アメリカ合衆国下院議員ルーベン・ヒノホサ（民主党、テキサス州第15選挙区）が市内に地域事務所を開いている。

## スポーツ
野球の独立リーグであるノース・アメリカン・リーグに属するエディンバーグ・ロードランナーズがエディンバーグ市を本拠にしている。

## 交通

### 主要高規格道路
- テキサス州道107号線
- テキサス州道336号線

### 空港
近くにある商業空港として、車で20分のマッカレン市にあるマッカレン・ミラー国際空港 (MFE) と、エディンバーグ市からは車で40分のハーリンジェンにあるバレー国際空港 (HRL) の2つがある。エディンバーグ市内にある南テキサス国際空港 (KEBG) はエディンバーグ市が所有運営する公共用途空港である。

## 近くにある都市と町

### テキサス州内
- アラモ
- ブラウンズビル
- コーパスクリスティ
- ドナ
- ハーリンジェン
- ヒダルゴ
- ラレド
- マッカレン
- マーセデス
- ミッション
- ファー
- サンフアン
- ウェスラコ

### メキシコ国内
- タマウリパス州マタモロス
- タマウリパス州ヌエボ・ラレド
- タマウリパス州レイノサ
- ヌエボ・レオン州、モンテレイ

## メディア
エディンバーグ市で聴取できるラジオ局は、AM1局、FM9局があり、スペイン語によるものもある。テレビ局は全国ネットのものを含め10局ある。
地域の新聞として次のものが発行されている
- 「ザ・モニター」
- 「ザ・エディンバーグ・レビュー」